# Opština Negotino
Negotino (makedonsky Неготинo) je opština na východě Severní Makedonie. Negotino je také název města, které je centrem opštiny. Negotino se nachází ve Vardarském regionu.

## Geografie
Opština Negotino hraničí s:
- opštinou Štip na severu
- opštinami Konče a Demir Kapija na východě
- opštinami Gradsko a Rosoman na západě
- opštinou Kavadarci na jihu

## Demografie
Podle posledního sčítání lidu v roce 2021 žije v opštině Negotino 18 194 obyvatel. Hustota zalidnění je 43,9/km².
Etnické skupiny žijící v opštině:
- Makedonci = 15 698 (86,28 %)
- Romové = 493 (2,71 %)
- Turci = 349 (1,92 %)
- Srbové = 344 (1,89 %)
- ostatní a neuvedení = 1 310 (7,2 %)

## Osídlení v Negotinu

### Města
- Negotino

### Vesnice
- Brusnik
- Vešje
- Vojšanci
- Gorni Disan
- Dolni Disan
- Dubrevo
- Janoševo
- Kalanjevo
- Krivolak
- Kurija
- Lipa
- Pepeliště
- Pešternica
- Timjanik
- Tremnik
- Crveni Bregovi
- Djidimirci
- Šeoba